# Soprano falcon
La soprano falcon o mezzosoprano falcon és una veu intermèdia entre la soprano dramàtica i la mezzosoprano lírica, gairebé equivalent a la mezzosoprano lleugera. És una veu dramàtica de greu poderós i agut potent. El seu registre es troba, aproximadament, entre les notes A3 i E6 (o dues octaves i mitja).

## Història
La veu de soprano falcon es refereix a un registre vocal conegut inicialment a França, que deu el seu nom a la mezzosoprano francesa Marie Cornélie Falcon (1814-1897). La Falcon es va especialitzar en papers dramàtics com Rachel (en La Juive de Halévy) o Valentine (en Les Huguenots de Meyerbeer). Comptant amb el registre natural d'una soprano, la Falcon era capaç d'arribar sense esforç als aguts, a més de tenir mitjans i greus ferms.
Aquesta faisó de cantar de Marie Cornélie Falcon va crear estil, i Richard Wagner va escriure tres papers per a la tessitura d'una mezzosoprano amb les habilitats de la Falcon; és a dir, de soprano dramàtica amb una tessitura central i registres greus i mitjans molt ben desenvolupats. Aquests papers van ser:
- Ortrud (Muller de Frederick), de Lohengrin.
- Deessa Venus, de Tannhäuser.
- Kundry (dona sensual al servei de Klingsor, l'Enemic dels Cavallers del Grial), de Parsifal.

## Sopranos falcon destacades
- Grace Bumbry
- Giovanna Casolla
- Christa Ludwig
- Shirley Verrett
- Edyth Walker
- Eliana Matxuca
- Waltraud Meier
- Violeta Urmana
- Paola Campania

## Rols per a soprano falcon
- Rachel (Les Huguenots)
- Valentine (La Juive)
- Elisabetta (Don Carlo)
- Veneri (Tannhäuser)
- Kundry (Parsifal)
- Tigrana (Edgar)